# Kocsisovszky Jusztin

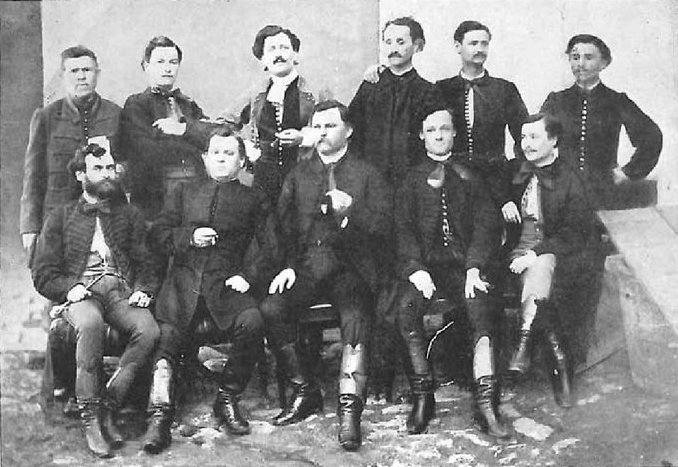
A szatmári színtársulat 1865-ben, Kocsisovszky Jusztin (középen) igazgatása idején.

Kocsisovszky Jusztin (?, 1817 – Győr, 1871. szeptember 22.) magyar színész, színigazgató, honvédszázados.

## Életútja
A színi pályát a szabadságharc idején otthagyta és 1848 júniusában csatlakozott a szegedi 3. honvédzászlóaljhoz, ahol később tizedesi rangban szolgált. 1849. május 20-án hadnagy lett a 33. honvédzászlóaljnál a Kmety-hadosztályban. Július 6-i kimutatás szerint Kecskeméten megsebesült.
1850–1851-ben Latabár Endre és Latabár Döme színi társulatában játszott. 1858 októberében színtársulata Lévára ment és az előadásokat Szigligeti Ede Fenn az ernyő nincsen kas című vígjátékával kezdte meg. 1858-tól Egerben, Losoncon, Rozsnyón (1860), Miskolcon (1862), Kecskeméten és Szegeden (1865–68), Győrben, Sopronban és Komáromban fordult meg társulatával. 1861 januárjától márciusáig Kassán működött, ahol 36 estén 39 darabot vitt színre, köztük Shakespeare Hamletjét, Schiller Stuart Máriáját, Moreto Donna Dianáját, a Bánk bánt és Grillparzer Medeáját. volt. 1865–1866-ban a Szatmári színtársulatban volt színigazgató Szegeden. 1868 végén szerepelt Szabadkán is, ekkortájt a Szegedi Kaszinó támogatta.
1868 és 1871 között Győrött volt igazgató, ezen minőségében nagy hangsúlyt fektetett az énekművészetre, a régebbi és újabb operettek korrekt előadására. Azonban a drámai előadásokat sem hanyagolta el, azok mindenkor nívósak voltak. Ő volt az első színigazgató Győrött, aki a színház bérlésének jogát három teljes évre elnyerte. Mint egykori főhadnagy a Pest városi Honvédegylet tagja volt. 1871. szeptember 22-én hunyt el hólyaggörcs következtében, 1871. szeptember 24-én helyezték örök nyugalomra evangélikus szertartás szerint, sírjánál Deézsi Zsigmond mondott búcsúztatót.

### Magánélete
Neje Móritz (Móricz) Mária volt, aki Szabadkán született 1815 körül és 1837. május 5-én lépett színpadra, meghalt 1905. június 14-én Szombathelyen. (Első férje Fekete Gábor színigazgató volt.) Fogadott lánya Kocsisovszky Borcsa színésznő, aki Habermann Gusztáv szerint talán feleségének egy korábbi gyermeke lehetett.